# 서울둔촌초등학교
서울둔촌초등학교(서울遁村初等學校)는 대한민국 서울특별시 강동구에 있는 공립 초등학교이다.

## 학교 연혁
- 1979년 12월 20일 : 둔촌1초등학교(국민학교) 설립인가
- 1980년 4월 11일 : 서울둔촌국민학교 개교
- 1981년 10월 24일 : 서울위례국민학교 분리
- 1985년 9월 5일 : 서울선린국민학교 분리
- 1989년 6월 8일 : 서울한산국민학교 분리
- 1996년 3월 1일 : 서울둔촌초등학교로 교명 개칭
- 2018년 2월 28일 : 둔촌주공아파트 재건축으로 인해 휴교[2]
- 2025년 3월 1일 : 재개교

## 참고 자료
- 서울둔촌초등학교 - 한국교육학술정보원 학교알리미